# Zsuzsa Almássy
Zsuzsa Almássy, née le 8 octobre 1950 à Budapest en Hongrie, est une patineuse artistique hongroise, sextuple championne de Hongrie dans les années 1960, vice-championne d'Europe en 1971 et médaillée de bronze mondiale en 1969.

## Biographie

### Carrière sportive
Zsuzsa Almássy domine le patinage féminin hongrois dans les années 1960 en devenant sextuple championne nationale en 1964, 1966, 1967, 1968, 1969 et 1970.
Elle représente son pays à huit championnats européens, sept mondiaux et trois Jeux olympiques d'hiver (1964 à Innsbruck, 1968 à Grenoble et 1972 à Sapporo). Elle conquiert trois médailles européennes (le bronze en 1967 et 1970 et l'argent en 1971) et une mondiale (le bronze en 1969).
Elle quitte les compétitions sportives après les mondiaux de 1972.

## Palmarès
| Compétitions principales | 1963    | 1964    | 1965    | 1966    | 1967    | 1968    | 1969    | 1970    | 1971    | 1972    |  |  |  |  |
| Jeux olympiques d'hiver  |         | 17e     |         |         |         | 6e      |         |         |         | 5e      |  |  |  |  |
| Championnats du monde    |         | 18e     |         | 7e      |         | 8e      | 3e      | 5e      | 7e      | 4e      |  |  |  |  |
| Championnats d’Europe    |         | 11e     |         | 6e      | 3e      | 4e      | 4e      | 3e      | 2e      | 4e      |  |  |  |  |
| Championnats de Hongrie  | 2e      | 1re     | 2e      | 1re     | 1re     | 1re     | 1re     | 1re     |         |         |  |  |  |  |
|                          |         |         |         |         |         |         |         |         |         |         |  |  |  |  |
| Autres Compétitions      | 1962/63 | 1963/64 | 1964/65 | 1965/66 | 1966/67 | 1967/68 | 1968/69 | 1969/70 | 1970/71 | 1971/72 |  |  |  |  |
| Trophée Richmond         |         | 4e      | 1re     | 2e      | 1re     | 1re     |         |         |         |         |  |  |  |  |
| Moscou Skate             |         |         |         |         |         | 1re     |         |         |         |         |  |  |  |  |
|                          |         |         |         |         |         |         |         |         |         |         |  |  |  |  |